# HD 106906 b
HD 106906 b é um grande planeta extrassolar descoberto por imagens diretas orbitando a estrela HD 106906, localizada na constelação de Crux a aproximadamente 300 anos-luz (92 parsecs) da Terra. Tem uma massa estimada de 11 vezes a massa de Júpiter e foi observado orbitando a estrela a uma separação de pelo menos 650 UA, portanto é um dos objetos de massa planetária conhecidos mais distantes de suas estrelas. Essa grande separação da estrela ganhou considerável atenção da comunidade astronômica, já que não é bem explicada por nenhuma teoria de formação planetária.

## Descrição
HD 106906 b é o único companheiro conhecido de HD 106906, uma estrela de classe F da pré-sequência principal com cerca de 1,5 vezes a massa solar e 6 vezes sua luminosidade. O sistema tem uma idade estimada de 13 milhões de anos. A estrela é cercada por um massivo disco de detritos a uma separação muito menor que HD 106906 b. Com base em seu espectro, sua idade e modelos evolucionários, HD 106906 b tem uma massa estimada de 11 vezes a massa de Júpiter, com uma temperatura superficial de 1 800 K. Essa alta temperatura, vestígio de sua formação recente, lhe dá uma luminosidade de 0,02% da solar. Embora sua massa e temperatura sejam parecidas à de outros exoplanetas, a separação projetada entre HD 106906 b e sua estrela é muito maior, cerca de 650 UA (650 vezes a distância entre a Terra e o Sol ou 22 vezes a distância entre Netuno e o Sol), sendo uma das maiores órbitas de qualquer objeto de massa planetária conhecido.
Não é possível obter elementos orbitais com os dados já obtidos. Se sua excentricidade orbital for grande o bastante, HD 106906 b pode, no periastro, se aproximar da borda externa do disco de detritos o suficiente para interagir com ele. Nesse caso, o limite externo do disco seria delimitado pela esfera de Hill de HD 106906 b. Para esculpir a borda do disco a 120 UA, o periastro do planeta precisa ser de 135 UA. Assumindo que ele esteja atualmente no apoastro, isso exigiria uma excentricidade de 0,65.
A equipe que o descobriu calculou a possibilidade de HD 106906 b não ser gravitacionalmente ligado a HD 106906, e por acaso ser visto próximo no céu e se mover na mesma direção. A probabilidade dessa coincidência é de menos de 0,01%.

## Descoberta
Observações da estrela HD 106906 começaram em 2005, utilizando os Telescópios Magalhães no Observatório Las Campanas no Deserto do Atacama, Chile. HD 106906 foi considerada uma estrela de interesse por causa do disco de detritos ao seu redor, potencialmente esculpido por um planeta gigante a uma grande separação orbital, o tipo de planeta que pode ser detectado por imagens diretas. Em 4 de dezembro de 2013 a descoberta do planeta foi publicada como um preprint no arXiv e em janeiro de 2014 como um artigo revisto a pares no The Astrophysical Journal Letters. A descoberta foi feita por uma equipe internacional de astrônomos liderada por Vanessa Bailey, estudante de graduação da Universidade do Arizona.

## Formação
A equipe que o descobriu e astrônomos do mundo inteiro ficaram intrigados com a grande separação entre HD 106906 b e sua estrela, porque não é considerado possível que o disco protoplanetário de uma estrela poderia ser grande o suficiente para permitir formação de gigantes gasosos a uma separação tão grande. A principal teoria é que o planeta se formou separadamente da estrela como parte de um sistema binário. Essa proposta ainda é problemática porque a razão de massas de menos de 1% é muito pequena para ser bem explicada por esse processo. No entanto, essa teoria ainda é preferível à teoria que o planeta se formou próximo da estrela e então foi dispersado até sua localização atual por interações gravitacionais com outro objeto no sistema. Esse segundo objeto teria que ser mais massivo que HD 106906 b, e não foi achado nenhum objeto assim a mais de 35 UA da estrela. Além disso, o processo de dispersão provavelmente teria afetado o disco de detritos.